# Poșta (okręg Tulcza)
Poșta – wieś w Rumunii, w okręgu Tulcza, w gminie Frecăței. W 2011 roku liczyła 659 mieszkańców.